# 조르주 미즈
조르주 미츠(Georges Miez, 1904년 10월 2일 ~ 1999년 4월 21일)는 스위스의 체조 선수이며, 1924년부터 1936년까지 4개의 하계 올림픽에서 4개의 금메달, 3개의 은메달과 1개의 동메달을 획득하였다.
퇴스에서 태어난 미츠는 1924년부터 1928년까지 스위스 육군에 복무하고, 네덜란드에서 체조 코치를 맡고 그리고 자신이 새로운 타입의 체조 바지를 디자인한 스위스 스포츠웨어 회사를 위하여 일하였다. 그 후에는 키아소에서 체조 코치 일을 하였다.
미츠는 1928년 암스테르담 올림픽에서 가장 성공적 선수가 되었고, 4년 후에는 스위스를 위한 단 1명의 메달리스트였다. 그 경기에 스위스는 경제 대공황으로 인하여 올림픽 팀을 보내지 않았으나, 미츠는 자기 자신에 나가는 데 지원하였고 또한 미국에서 사망한 자신의 형의 시체를 모국으로 돌려보냈다. 마루 운동에서 은메달을 딴 후, 경기에서 물러나와 미국을 순방하면서 대학들에서 수여식을 가졌다.
1936년 베를린 올림픽 이후에 은퇴하고, 국가 대표팀 코치를 맡가가 적십자 공무원으로 일하였다. 제2차 세계 대전 이후에 그는 몇몇의 사립 학교들을 창립하고 스포츠 의학에 관한 책을 썼으며, 테니스 코치를 맡았다.
나머지 일생을 루가노에서 보내면서 94세의 나이로 거기서 사망하였다.

## 같이 보기
- 올림픽 다관왕 목록